# أوروكلوا
الأوروكلوا (باللاتينية: Urochloa) جنس نباتي يتبع الفصيلة النجيلية من رتبة القبئيات. يضم خمسة عشر نوعا مقبولا وأربعة أخرى لم يحسم وضعها بعد.

## من أنواعهاالواطنةفيالوطن العربي
- الأوروكلوا الزاحفة (باللاتينية: Urochloa reptans) في مصر
- الأوروكلوا الليرسية (باللاتينية: Urochloa deflexa) في مصر
- الأوروكلوا المتحولة (باللاتينية: Urochloa deflexa) في مصر
- الأوروكلوا المتقلصة (باللاتينية: Urochloa mutica) في بلاد الشام ومصر والمغرب العربي
- الأوروكلوا المعششة (باللاتينية: Urochloa nidulans) في مصر